# Biederitz (Ortschaft)
Biederitz ist eine Ortschaft und der Sitz der gleichnamigen Einheitsgemeinde im Landkreis Jerichower Land in Sachsen-Anhalt.

## Geographie
Die Gemeinde Biederitz ist nur wenige Kilometer von Magdeburgs östlicher Stadtgrenze entfernt. Die Trennlinie bildet der so genannte Umflutkanal, über den die „Schweinebrücke“ beide Orte miteinander verbindet. Die Kreisstadt Burg ist rund 20 Kilometer entfernt.
Naturschutzgebiet Umflutehle-Külzauer Forst
Das Landschaftsschutzgebiet umfasst von der Autobahn Berlin-Hannover (A2) bis Biederitz das im Landkreis Jerichower Land liegende Tangermünder und Dessauer Elbetal. Weiterhin sind im Süden die Flächen des Umflutkanals, im Westen das Gebiet bis zum Deich und im Osten bis zur Stadtgrenze von Magdeburg Teile des Landschaftsschutzgebietes. Im Norden gehören mit dem Külzauer Forst und der Hohen Heide Teile des Burger Vorflämings zum Gebiet. Der Elbe-Havel-Kanal bildet die Grenze im Norden und im Osten die Bundesstraße 1 von Burg bis Biederitz. Dabei sind die Ortslagen Möser, Gerwisch und Biederitz weiträumig ausgegliedert.
Hier ist eine artenreiche Flora und Faune zu finden.

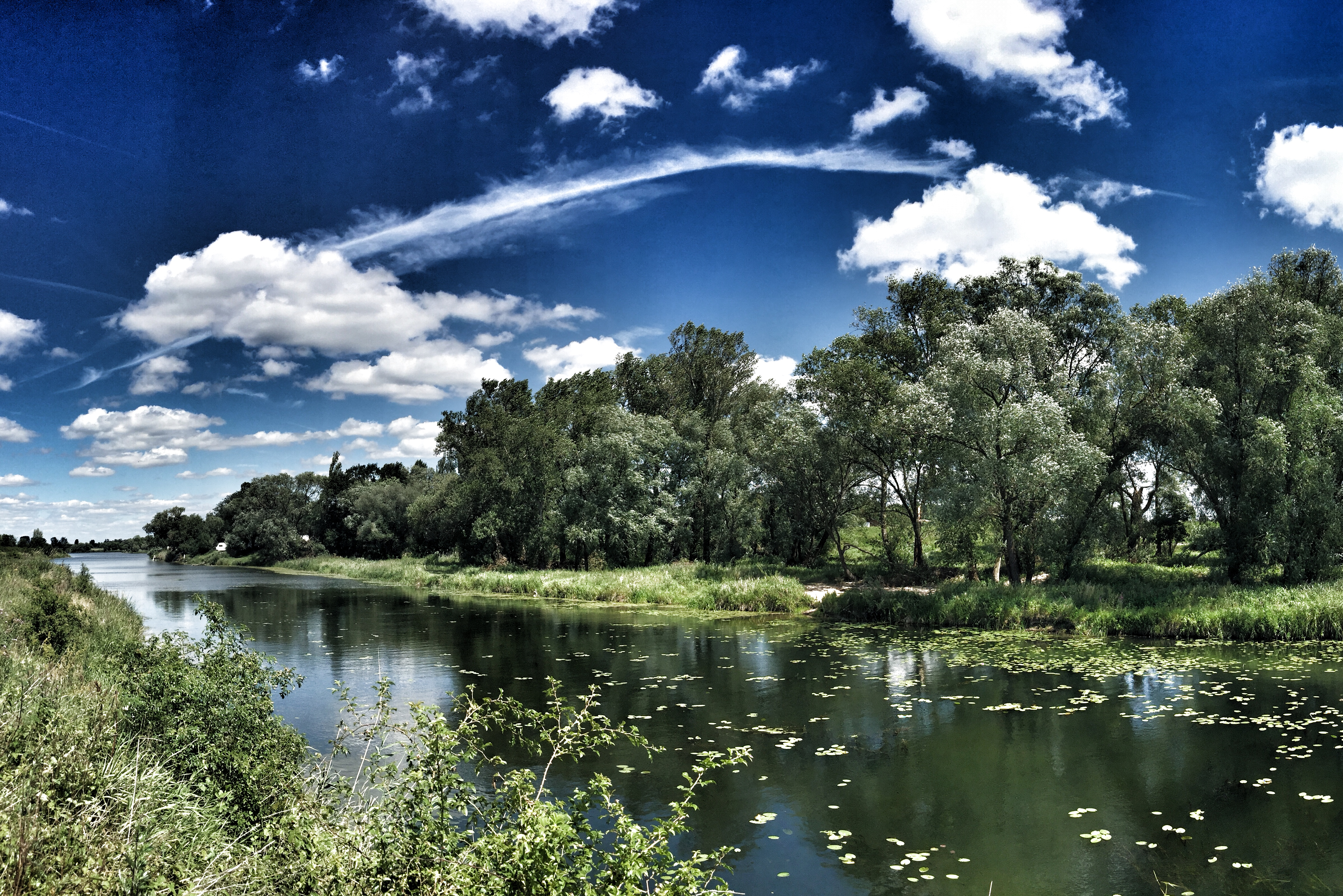
Ausblick auf die Ehle von der Schweinebrücke
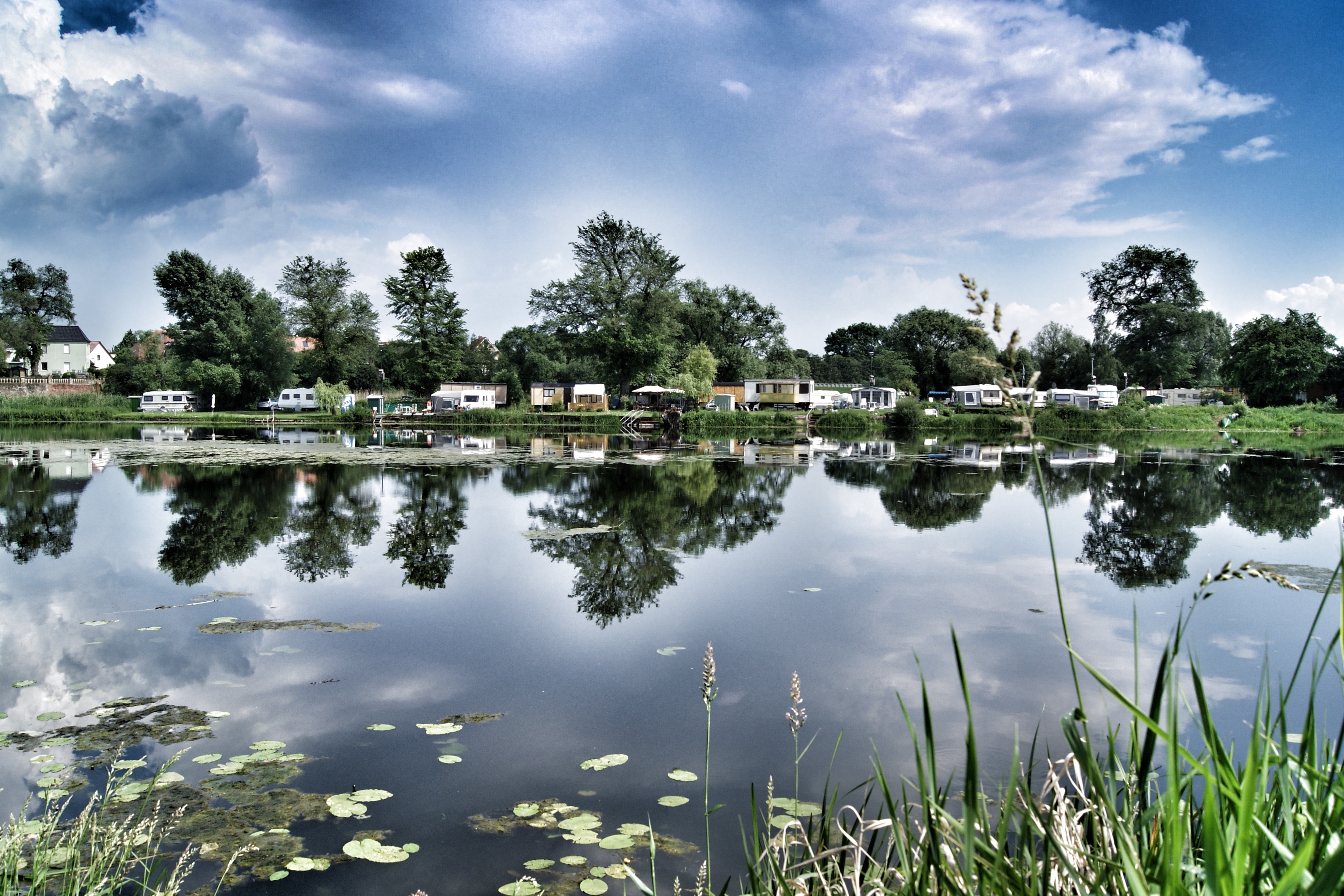
Campingplatz in Biederitz
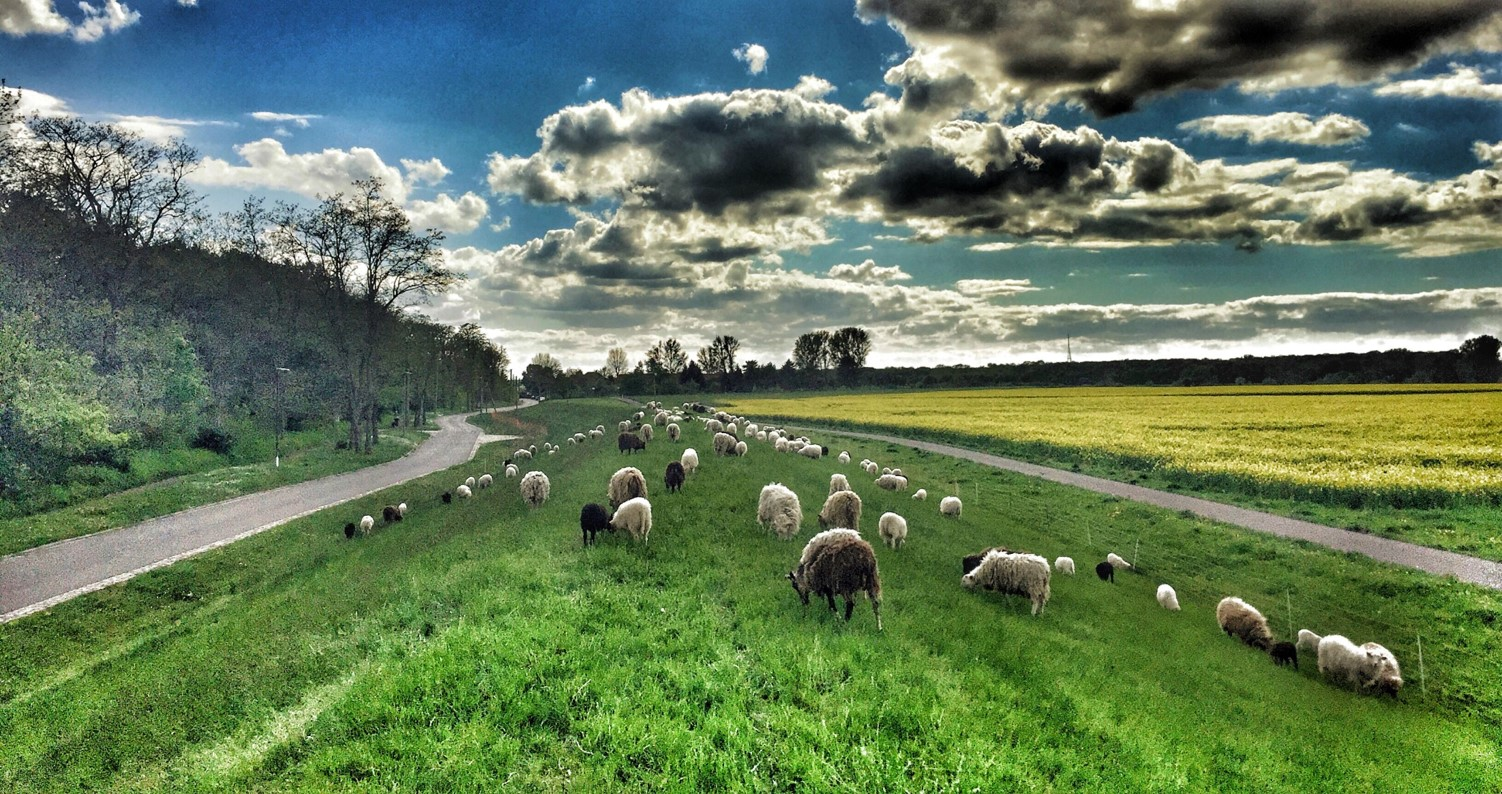
Teil des Deiches in Biederitz mit Schafen
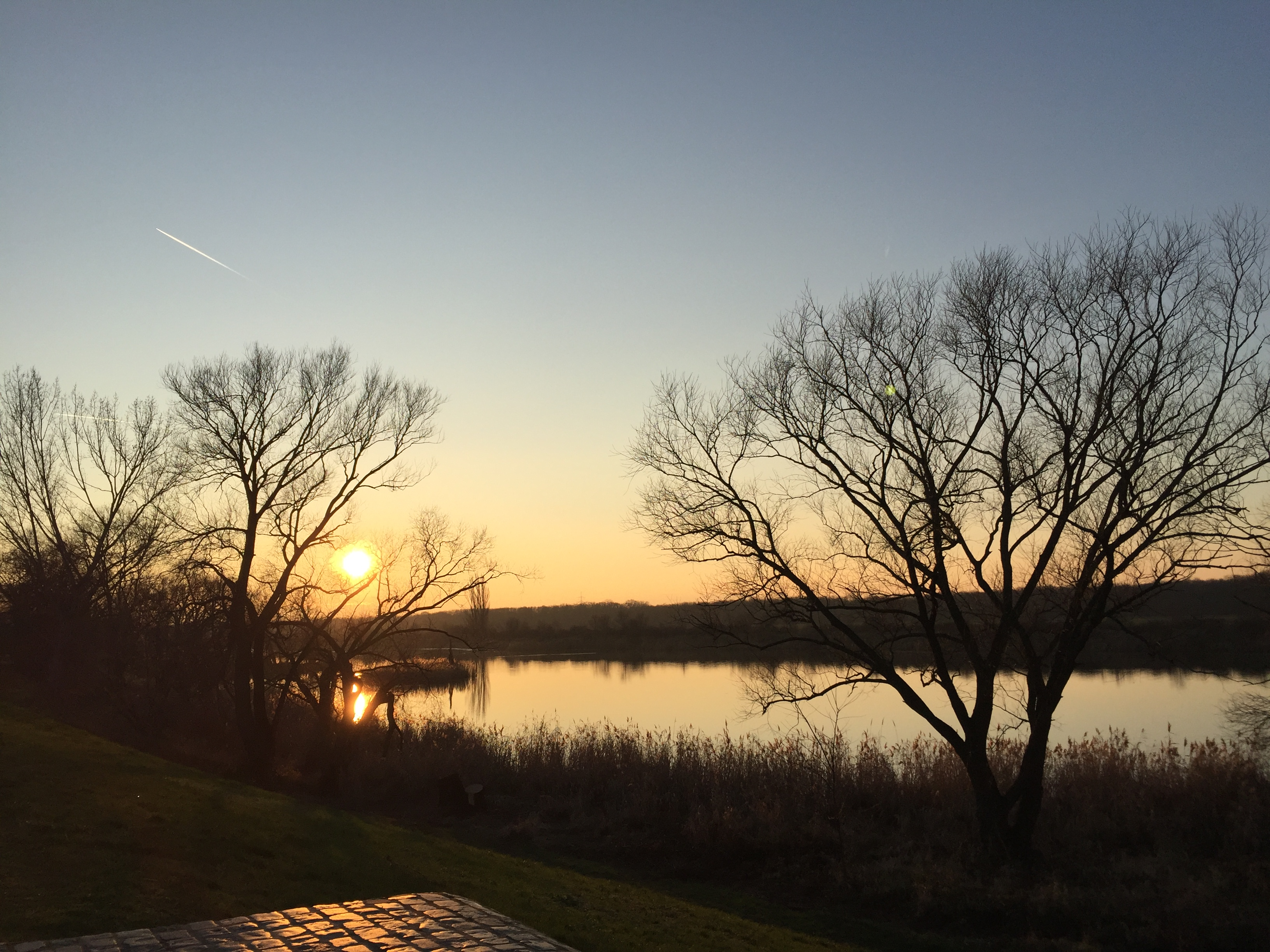
Ausblick auf die Ehle bei Sonnenuntergang
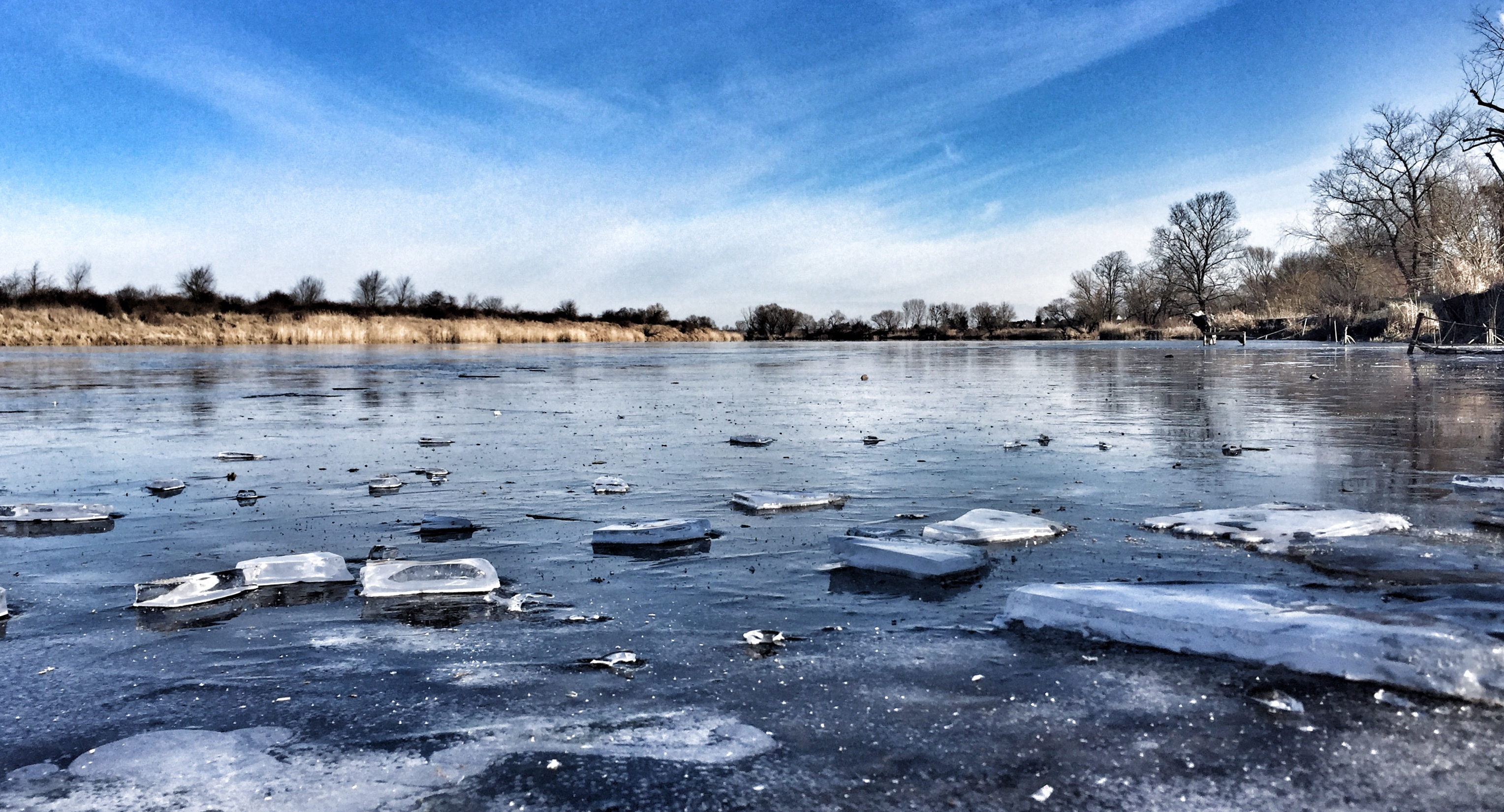
Vereiste Ehle im Winter

## Geschichte

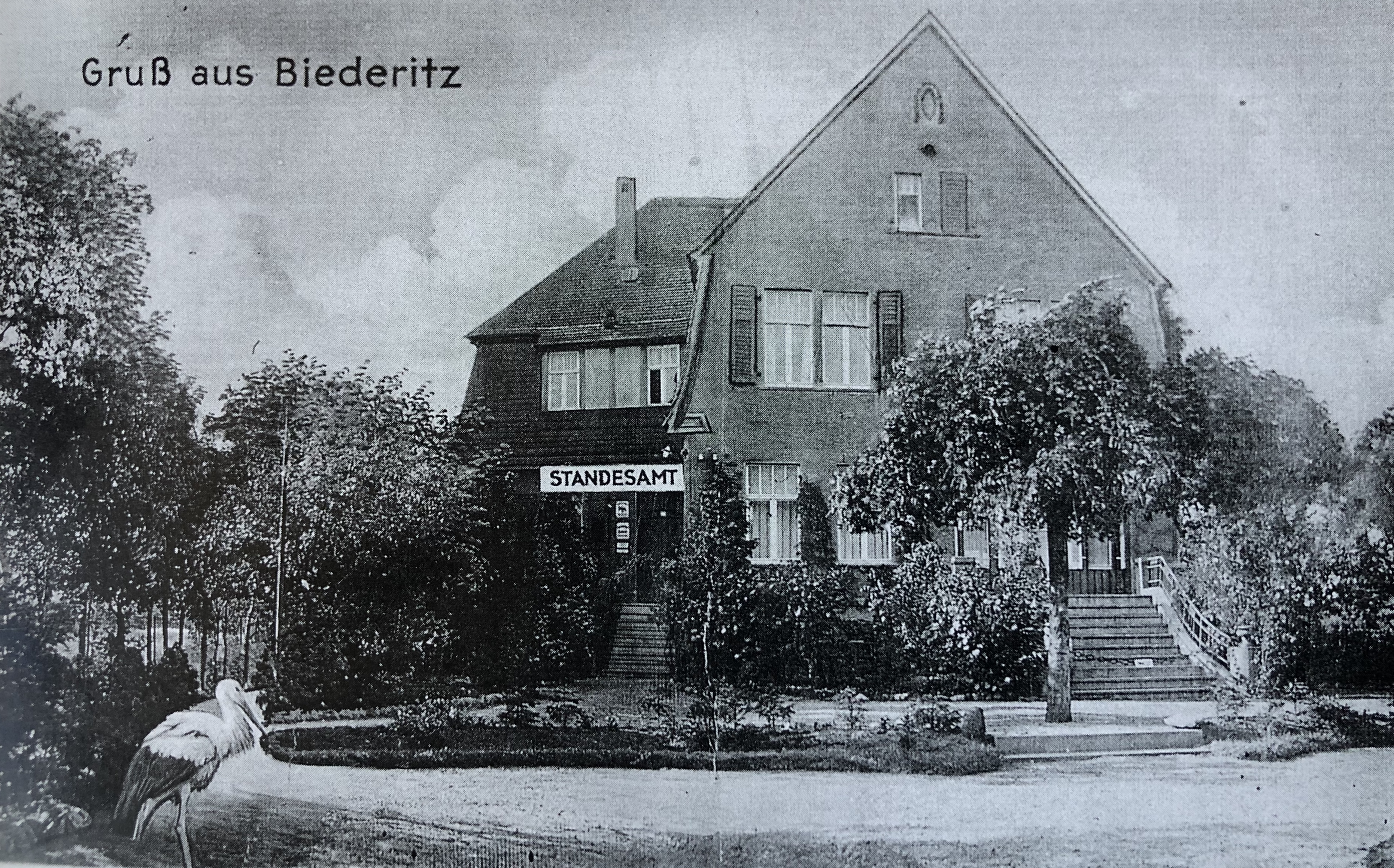
Ansicht vom Gemeindehaus 1935

Im Zehntverzeichnis des Magdeburger Moritzklosters von 938 wird eine Siedlung namens „Bidrizi“ aufgeführt. Das Verzeichnis geht zurück auf eine Schenkungsurkunde von Otto I. Über „Bederitz“ im Jahre 1238 entwickelt sich der Ortsname bis 1459 zur heutigen Aussprache. Er ist slawischen Ursprungs, abgeleitet von dem Wort „bedro“, das Lende oder Hüfte bedeutet.
Die Entstehung des Ortes ist mit einem slawischen Burgwall verbunden, dem im 10. Jahrhundert ein deutscher Burgward folgte, dessen Einflussbereich bis Schermen im Norden und Nedlitz im Osten reichte. Ab dem 12. Jahrhundert gehörte Biederitz zum Besitz des Erzstifts Magdeburg. 1238 berichten Quellen von einer Burg, die von den Magdeburger Bürgern wegen der von ihr ausgehenden ständigen Raubzüge zerstört wurde. Sie wurde zwar wieder aufgebaut, im Jahre 1378 jedoch von den Truppen des Herzogs von Mecklenburg Albrecht II. angezündet und endgültig zerstört. Der erste Biederitzer Kirchenbau stammt ebenfalls aus dem Beginn des 13. Jahrhunderts.

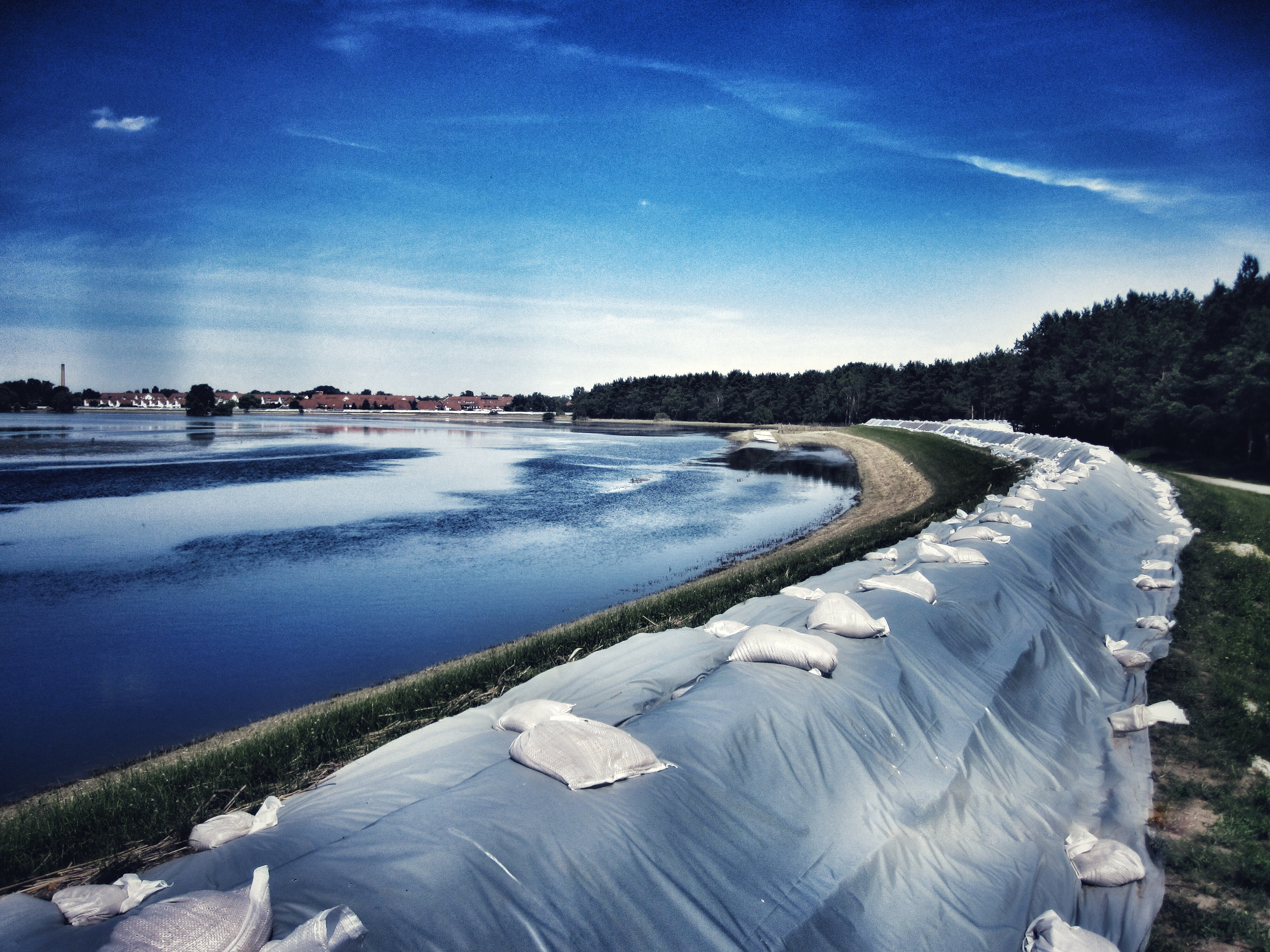
Deich an der Lostauer Straße mit Blick auf Gerwisch 2013

Im Zuge der Reformation wurde Biederitz dem Domkapitel Magdeburg unterstellt und bis zu dessen Aufhebung 1810 von der Möllenvogtei verwaltet. Der Dreißigjährige Krieg fügte dem Ort viel Leid zu. Beim Sturm der Truppen Tillys auf Magdeburg im Jahre 1631 wurde auch Biederitz fast vollständig zerstört. Viele Einwohner wurden ermordet, die restliche Bevölkerung floh aus dem Ort, der anschließend über ein Jahr unbewohnt blieb. Erst als der Pfarrer Kittelius und der Schulze Meinke zum Wiederaufbau aufriefen, entstand das Gemeinwesen neu. Eine andere Gefahr drohte durch die immer wiederkehrenden Hochwasser. Bis zum 18. Jahrhundert lag Biederitz am Mündungsdreieck von Elbe und Ehle und wurde dadurch bei Hochfluten überschwemmt. Eine der folgenreichsten Überschwemmungen ereignete sich im Jahre 1655. Erst mit der Elberegulierung von 1789 und dem Bau des Umflutkanals 1876 konnte die Gefahr gemindert werden. Aber auch das Feuer suchte Biederitz mehrfach heim. So wurden bei Großbränden in den Jahren 1671, 1684, 1846 und 1856 große Teile des Ortes zerstört.

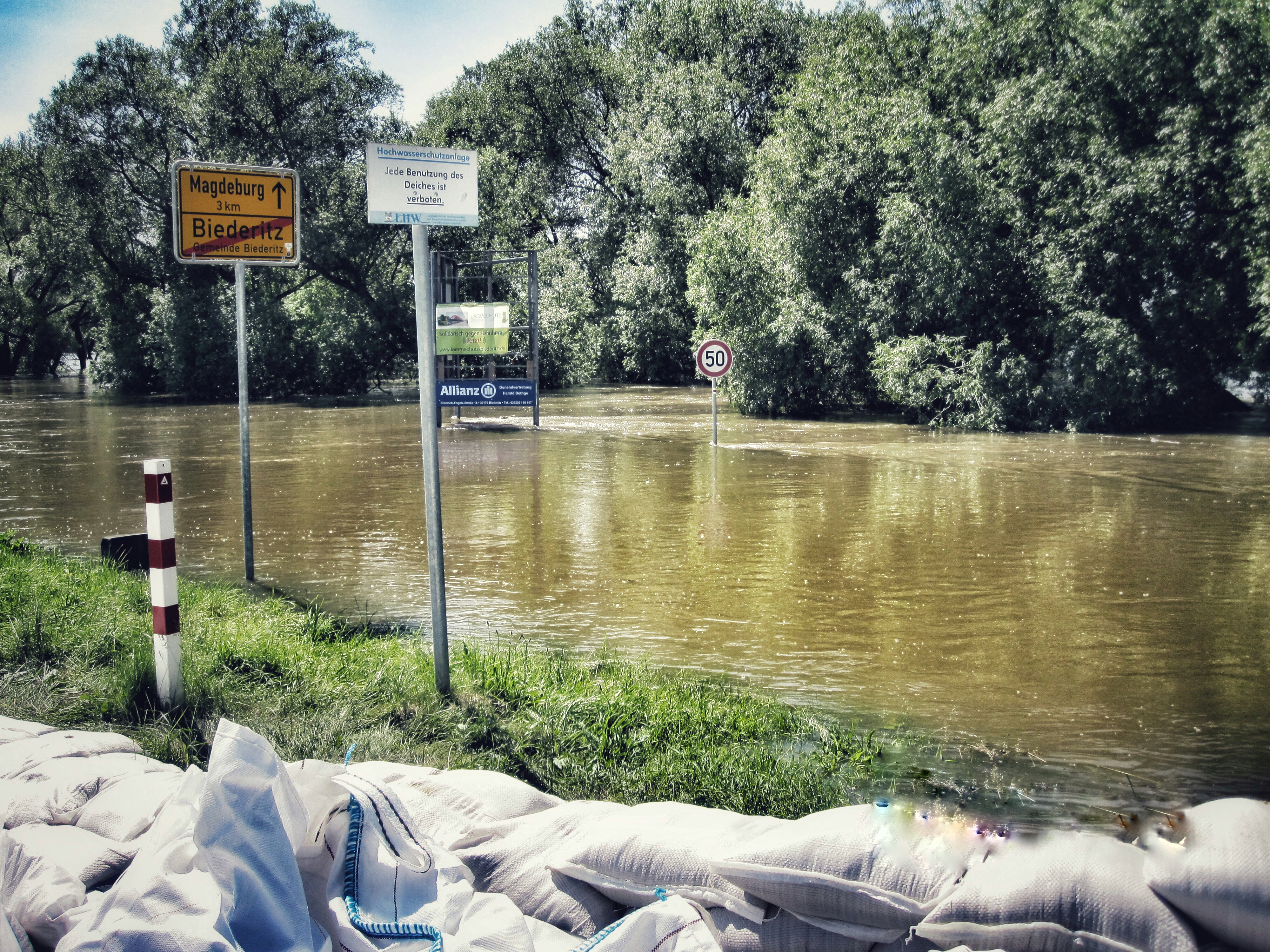
Teile der Magdeburger Straße wurden überschwemmt

Ab 1815 gehörte Biederitz zur preußischen Provinz Sachsen und war in den Kreis Jerichow I mit der Kreisstadt Burg eingegliedert. Noch lebten die Einwohner hauptsächlich von der Landwirtschaft und der wichtigste Verkehrsweg war die alte Heerstraße von Magdeburg nach Plaue in Brandenburg. Doch mit dem Bau der modernen Verkehrswege trat allmählich ein Strukturwandel ein. 1820 war die Chaussee von Magdeburg nach Berlin bis nach Möser fertiggestellt 1873 bekam die Bahnstrecke Berlin–Magdeburg eine neue Trassenführung, und Biederitz erhielt einen Bahnhof. An der Bahn ließen sich mehrere Industriebetriebe, darunter im Laufe der Zeit vier Ziegeleien, nieder. Als 1874 und 1892 auch die Bahnlinien nach Zerbst/Anhalt und Loburg in Biederitz ihren Anfang nahmen, war der Ort zu einem bedeutenden Bahnknoten geworden. Als eines der ersten Werke seiner Art nahm 1912 ein mit einer Dampfmaschine betriebenes Kalksandsteinwerk bei Biederitz seinen Betrieb auf. Die günstigen Verkehrswege, die unmittelbare Nähe und die idyllische Lage lockten zu Beginn des 20. Jahrhunderts viele wohlhabende Magdeburger an, die sich in einer neu angelegten Gartensiedlung mit teilweise aufwändigen Villen niederließen.
Mit der Eröffnung einer Kiesgrube im Jahre 1848 durch den Magdeburger August Heyroth an der Landstraße nach Zerbst und der sich dort neu entwickelnden Siedlung entstand der Biederitzer Ortsteil Heyrothsberge. Obwohl bis heute eine fast zwei Kilometer breite Lücke in der Bebauung zwischen beiden Ortsteilen besteht, war Heyrothsberge zu keiner Zeit eine selbständige Gemeinde. Trotzdem erlangte der Ortsname mit der 1938 erfolgten Eröffnung einer noch heute bestehenden Feuerwehrschule überregionale Bekanntheit.
Beim Jahrhunderthochwasser von 2002 wurden Teile des Ortes überflutet.
Auch 2013 blieb Biederitz nicht vom Hochwasser verschont. Wieder einmal waren weite Teile des Ortes von Überschwemmungen betroffen.
2019 wurden bei Bauarbeiten im Zentrum von Biederitz Überreste einer Wall-Graben-Anlage gefunden. Die Archäologen des Landesamtes für Denkmalpflege und Archäologie erklärten, dass es sich hierbei wahrscheinlich um ein karolingisches Militärkastell handelt. Hierfür fand man Hinweise in zeitgenössischen Schriftquellen.

## Religion
Die Dorfkirche Biederitz aus dem 18. Jahrhundert, die als Ersatz für eine im Dreißigjährigen Krieg zerstörte Vorgängerkirche aus dem 13. Jahrhundert erbaut worden war, gehört zum Kirchspiel Biederitz, das auch die Kirchen in Gübs, Königsborn, Menz, Nedlitz und Wahlitz umfasst und zum Kirchenkreis Elbe-Fläming im Propstsprengel Stendal-Magdeburg der Evangelischen Kirche in Mitteldeutschland gehört. Seit 1997 verfügt die Kirche über eine Orgel von Friedrich Ladegast.
Die katholische Heilig-Kreuz-Kirche aus dem 20. Jahrhundert gehört zur 2010 gegründeten Pfarrei St. Augustinus, die ihren Sitz an der Magdeburger St.-Andreas-Kirche hat. Vor Gründung der St.-Augustinus-Pfarrei war Biederitz Sitz einer eigenen Pfarrvikarie, die ab dem 1. März 2006 zum Gemeindeverbund Magdeburg-Ost gehörte. Nachdem die Bevölkerung von Biederitz im 16. Jahrhundert durch die Einführung der Reformation evangelisch geworden war ließen sich erst im 20. Jahrhundert, ausgelöst durch die Industrialisierung sowie nach dem Zweiten Weltkrieg die Vertreibung, wieder Katholiken in größerer Zahl in Biederitz nieder. Zum Einzugsgebiet der Heilig-Kreuz-Kirche, in dem rund 500 Katholiken wohnen, gehören neben Biederitz heute auch die Ortschaften Gerwisch, Gübs, Klein Gübs, Königsborn, Körbelitz, Lostau, Woltersdorf und Wörmlitz.

## Politik

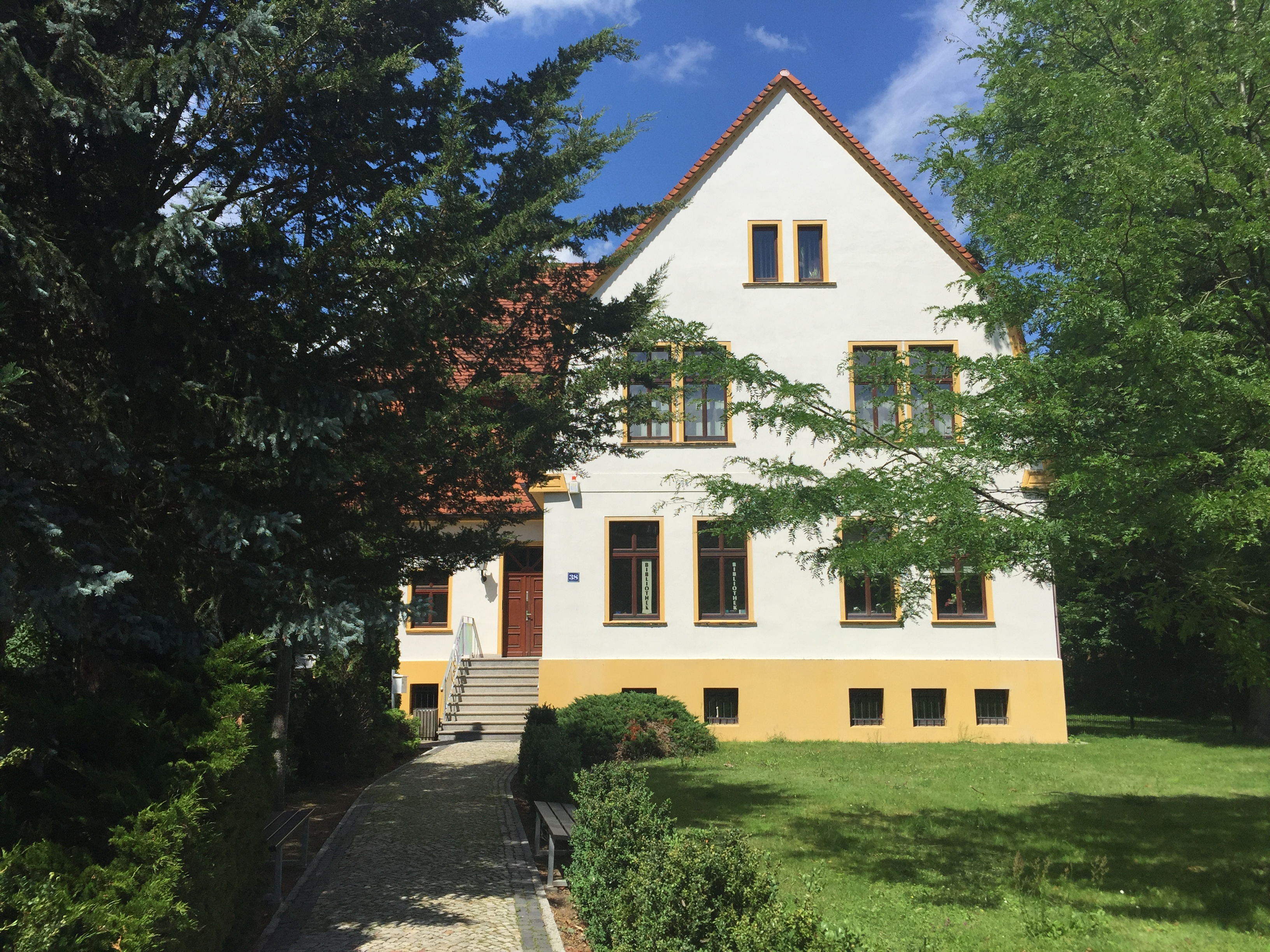
Das Rathaus in Biederitz

### Ortschaftsrat und Ortsbürgermeister
Der Ortschaftsrat besteht aus neun Mitgliedern. Ortsbürgermeister ist Carsten Schneider. Sein Büro befindet sich im Rathaus in Biederitz.

### Wappen und Flagge
Blasonierung: „In Rot ein silberner Wellenbalken, belegt mit einem grünen Hecht, begleitet von 3 (2:1) steigenden silbernen Eicheln.“
Das Wappen wurde vom Kommunalheraldiker Jörg Mantzsch gestaltet und ins Genehmigungsverfahren geführt und am 14. November 1996 durch das Regierungspräsidium Magdeburg genehmigt.

Die Flagge des Ortsteils Biederitz ist grün-weiß gestreift (1:1) und mittig mit dem Wappen belegt.

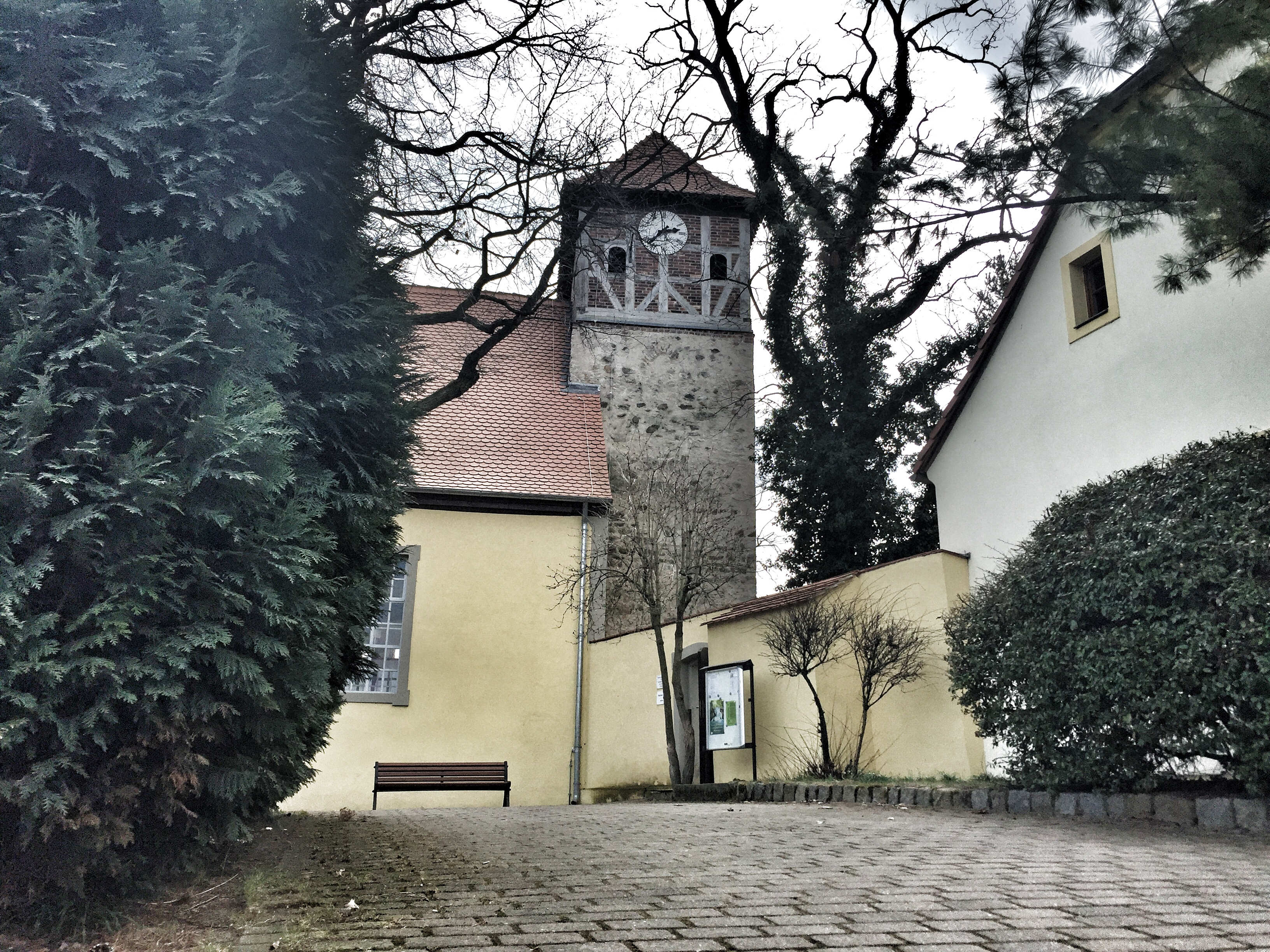
Evangelische Kirche Biederitz

## Sehenswürdigkeiten

### Evangelische Kirche Biederitz
Im alten Dorf befindet sich die Evangelische Kirche Biederitz mit der historisch wertvollen Ladegast-Orgel. Die Kirche ist einer der Veranstaltungsorte des Biederitzer Musiksommers. Die Kulturdenkmale der Gemeinde Biederitz sind im örtlichen Denkmalverzeichnis aufgeführt.

## Verkehrsanbindung
Biederitz ist über die B1 von der Landeshauptstadt Magdeburg und der Kreisstadt Burg aus gut zu erreichen. Im Ortsteil Heyrothsberge zweigt die B184 in Richtung Gommern – Zerbst/Anhalt – Dessau-Roßlau – Leipzig von der B1 ab. Über die so genannte „Schweinebrücke“ besteht eine zusätzliche Verbindung durch den Biederitzer Busch nach Magdeburg. Die nächstgelegenen Autobahnanschlussstellen sind „Lostau/Hohenwarthe“ und „Burg-Zentrum“ an der A2.
Der Bahnhof Biederitz ist ein Keilbahnhof und liegt an der Bahnstrecke Berlin–Magdeburg, außerdem zweigen hier die Strecken Richtung Dessau-Roßlau und nach Loburg ab. Bedient wird der Bahnhof von den Regionalbahn-Linien (Braunschweig–Helmstedt–)Magdeburg–Burg(–Genthin) und Magdeburg–Zerbst–Dessau sowie der Regional-Express-Linie Magdeburg–Dessau–Bitterfeld–Leipzig. Der nächstgelegene Fernverkehrshalt Magdeburg Hbf ist durch diese zahlreichen Verbindungen in ca. 10 Minuten erreichbar. Der Schienenpersonenverkehr nach Loburg wurde zum Fahrplanwechsel am 11. Dezember 2011 eingestellt und durch eine Buslinie ersetzt.
Von Biederitz aus verkehren Buslinien in Richtung Burg(–Genthin), Gommern, Magdeburg und Loburg sowie an eine Stadtbus-Linie der MVB, über die Magdeburg im 20- bis 40-Minuten-Takt erreicht werden kann, ebenso in Heyrothsberge. Dort besteht zudem Anschluss an weitere Linien in Richtung Möckern(–Gommern) und Gommern(–Leitzkau–Dornburg).

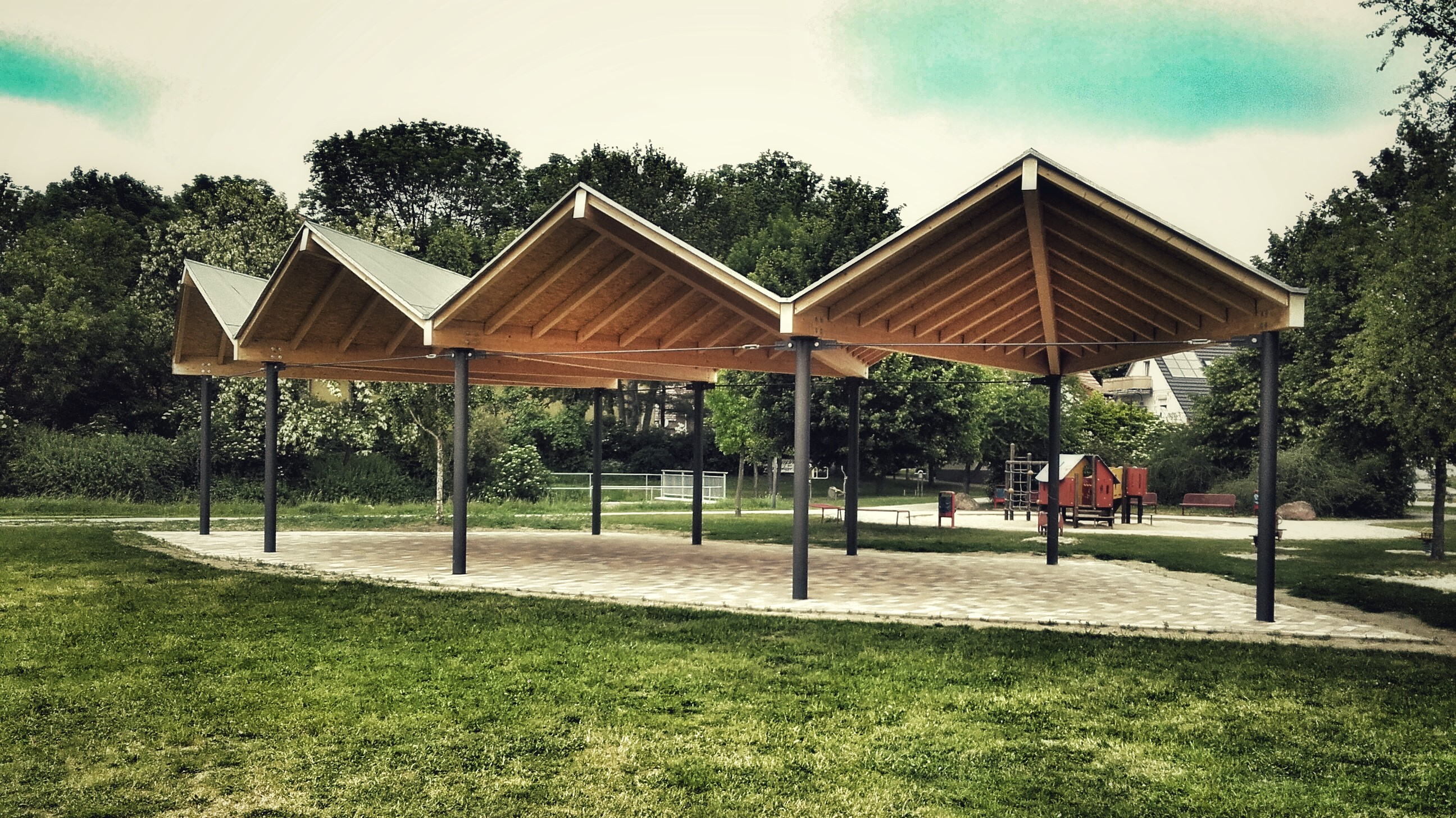
Pavillon auf der Kantorwiese in Biederitz

## Kultur
Biederitzer Kantorei
Die Biederitzer Kantorei wurde am 1. Advent 1989 anlässlich der Wiedereinweihung der renovierten evangelischen Kirche gegründet und umfasst ca. 80 Sänger. Ziel des Chores ist die Pflege der großen Zahl bedeutender, aber weniger bekannter und selten aufgeführter Werke der Musikgeschichte. Erwähnenswert ist hierbei die Erstaufführung der Kantate „The Company of Heaven“ von Benjamin Britten.
Biederitzer Ehlefest

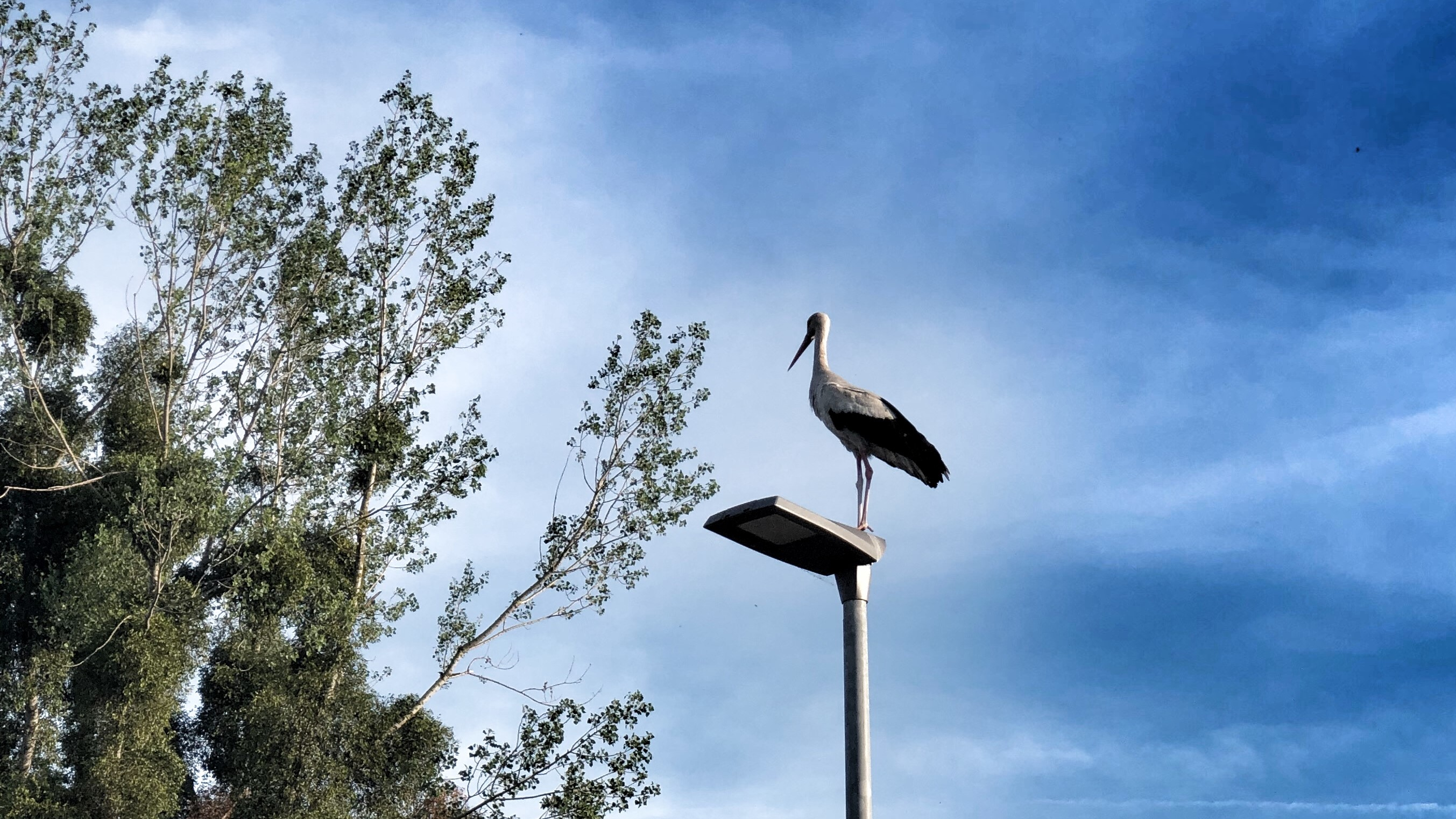
Storch im Bereich der Kanonenbahn

Das Biederitzer Ehlefest findet seit Anfang der 1980er Jahre statt. Es wird in der Ortsmitte auf der Kantorwiese gefeiert.
Störche in Biederitz
Seit 1974 ist in Biederitz ein Nistplatz für Störche. Eine Bürgerinitiative hat das Nest befestigt und auch als es 1999 durch starken Regen zerstört wurde, wiederaufgebaut. Dieses Nest gilt als eines der erfolgreichsten Nester im Jerichower Land. Man konnte seit 1974 insgesamt 74 Jungstörche nachweisen. Ein zweites Nest befindet sich im Bereich der Kanonenbahn und ein drittes Nest befindet sich an der Deichstraße Ecke Zur Ehle.

## Tourismus

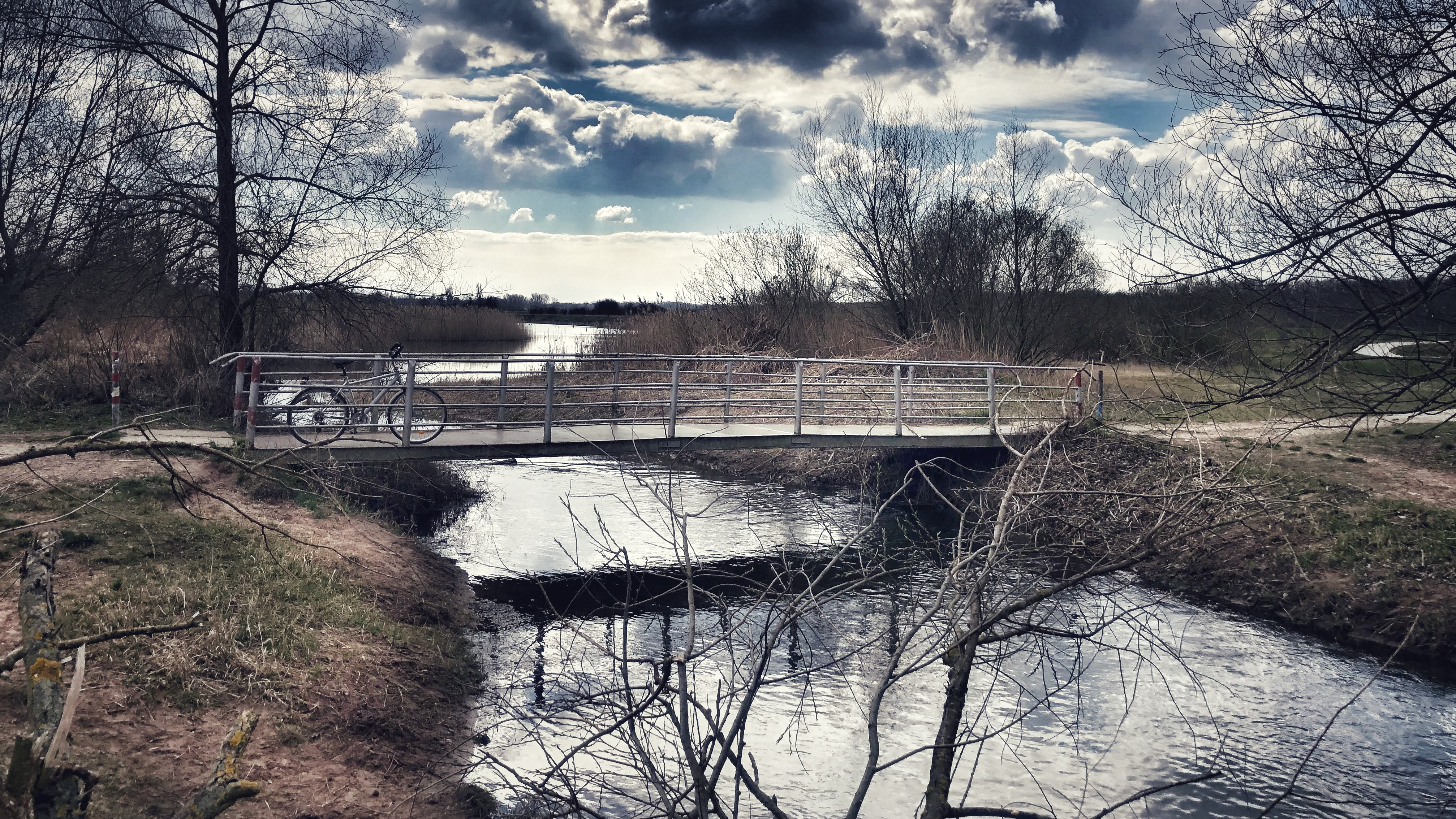
Hohe Brücke als Ausflugsziel vom Elberadweg

Der Elbe-Rad-Weg ist ein äußerst beliebter Reiseweg für Radfahrer. Er führt an den Ortschaften Biederitz und Gerwisch entlang. Von Biederitz aus kann entweder Richtung Magdeburg oder Burg geradelt werden. Unzählige Radfahrer haben in den letzten Jahren schon die Möglichkeit genutzt von der Elbquelle in Tschechien bis nach Hamburg zu fahren und besuchten dabei Biederitz.

## Persönlichkeiten
- Carl Leberecht Meßow (1759–1825), wirkte in Biederitz als evangelischer Superintendent und Schulreformator.
- Der orientalische, sowie klassische Philologe und evangelischer Theologe Johann Gottfried Tympe (1699–1768) wurde hier geboren.